# Vanadzor
Vanadzor (arménskou abecedou Վանաձոր) je třetí největší město Arménie, žije v něm 104 800 obyvatel. Leží 128 km severně od Jerevanu a je hlavním městem provincie Lorri. Do roku 1935 se město jmenovalo Karakilise, což přeloženo z turečtiny znamená „černý kostel“, v letech 1935 až 1993 Kirovakan (podle S. M. Kirova). Město vzniklo v roce 1752 na místě sídliště z doby bronzové. Větší rozvoj se datuje od výstavby železnice koncem 19. století V roce 1918 se konala bitva u Karakilisy, v níž vojska nezávislé Arménie odrazila tureckou invazi. V roce 1988 bylo město vážně poničeno při zemětřesení v Arménii 1988. Od třicátých let 20. století je Vanadzor významným centrem chemického průmyslu.

## Partnerská města
- Batumi (Gruzie)
- Maardu (Estonsko)
- Pasadena (USA)